# Galidiinae
Los galidinos (Galidiinae) son una subfamilia de mamíferos carnívoros que incluye cuatro géneros restringidos a Madagascar. Junto a la subfamilia euplerinae, la cual incluye especies de Madagascar, forman la familia Eupleridae. Anteriormente los miembros de esta subfamilia incluyendo Galidia elegans, Galidictis grandidieri,  Galidictis fasciata y Salanoia concolor, Salanoia durrelli y Mungotictis decemlineata fueron clasificados en familias como herpestidae antes que los datos genéticos indicaran su relación con los otros carnívoros de Madagascar.